# Natação no Campeonato Europeu de Esportes Aquáticos de 2012 - 100 m livre feminino
A prova dos 100 metros livre feminino da natação no Campeonato Europeu de Esportes Aquáticos de 2012 ocorreu nos dias 22 e 23 de maio em Debrecen na Hungria. 

## Calendário
| Fase          | Data       | Hora  |
| ------------- | ---------- | ----- |
| Eliminatórias | 22 de maio | 10:33 |
| Semifinal     | 22 de maio | 17:06 |
| Final         | 23 de maio | 18:13 |

Todos os horários estão no horário local (UTC+1)

## Recordes
Antes desta competição, os recordes eram os seguintes:
| Recorde mundial       | Britta Steffen | 52.07 | Roma      | 31 de julho de 2009 |
| Recorde europeu       | Britta Steffen | 52.07 | Roma      | 31 de julho de 2009 |
| Recorde do campeonato | Britta Steffen | 53.30 | Budapeste | 2 de agosto de 2006 |

## Medalhistas
| Ouro                 | Prata                | Bronze                  |
| Sarah Sjöström (SWE) | Britta Steffen (GER) | Daniela Schreiber (GER) |

## Resultados

### Eliminatórias
Esses foram os resultados das eliminatórias. 
| Pos. | Bateria | Raia | Nadadora                     | Nacionalidade      | Tempo   | Notas            |
| ---- | ------- | ---- | ---------------------------- | ------------------ | ------- | ---------------- |
| 1    | 7       | 4    | Britta Steffen               | Alemanha           | 54.65   | Q                |
| 2    | 8       | 4    | Sarah Sjöström               | Suécia             | 54.68   | Q                |
| 3    | 6       | 4    | Daniela Schreiber            | Alemanha           | 54.69   | Q                |
| 4    | 7       | 3    | Hanna-Maria Seppälä          | Finlândia          | 55.40   | Q                |
| 5    | 7       | 5    | Gabriella Fagundez           | Suécia             | 55.46   | Q                |
| 6    | 8       | 5    | Ida Marko-Varga              | Suécia             | 55.52   |                  |
| 7    | 6       | 5    | Silke Lippok                 | Alemanha           | 55.57   |                  |
| 8    | 6       | 3    | Michelle Coleman             | Suécia             | 55.59   |                  |
| 9    | 8       | 1    | Birgit Koschischek           | Áustria            | 55.63   | Q                |
| 10   | 7       | 2    | Alice Mizzau                 | Itália             | 55.64   | Q                |
| 11   | 5       | 2    | Katarína Filová              | Eslováquia         | 55.66   | Q                |
| 12   | 5       | 1    | Nery Mantey Niangkouara      | Grécia             | 55.68   | Q                |
| 13   | 6       | 1    | Erika Ferraioli              | Itália             | 55.69   | Q                |
| 14   | 7       | 6    | Burcu Dolunay                | Turquia            | 55.84   | Q                |
| 15   | 8       | 6    | Hinkelien Schreuder          | Países Baixos      | 55.85   | Q                |
| 16   | 4       | 4    | Nastja Govejsek              | Eslovênia          | 55.92   | Q                |
| 17   | 4       | 5    | Eszter Dara                  | Hungria            | 55.92   | Q                |
| 18   | 5       | 4    | Miroslava Najdanovski        | Sérvia             | 55.97   | Q                |
| 19   | 7       | 7    | Nina Rangelova               | Bulgária           | 55.98   | Q                |
| 20   | 6       | 2    | Theodora Drakou              | Grécia             | 55.99   |                  |
| 21   | 8       | 8    | Sara Isakovič                | Eslovênia          | 56.08   |                  |
| 22   | 6       | 7    | Evelyn Verrasztó             | Hungria            | 56.10   |                  |
| 23   | 6       | 6    | Darya Stepanyuk              | Ucrânia            | 56.14   |                  |
| 24   | 5       | 5    | Erica Buratto                | Itália             | 56.15   |                  |
| 24   | 7       | 1    | Cecilie Johannessen          | Noruega            | 56.15   |                  |
| 26   | 7       | 8    | Yuliya Khitraya              | Bielorrússia       | 56.18   |                  |
| 27   | 6       | 8    | Aksana Dziamidava            | Bielorrússia       | 56.19   |                  |
| 28   | 8       | 7    | Mylene Lazare                | França             | 56.23   |                  |
| 29   | 4       | 7    | Miroslava Syllabová          | Eslováquia         | 56.38   |                  |
| 30   | 4       | 1    | Eva Hannesdóttir             | Islândia           | 56.42   |                  |
| 31   | 4       | 3    | Henriette Brekke             | Noruega            | 56.46   |                  |
| 32   | 8       | 2    | Ágnes Mutina                 | Hungria            | 56.60   |                  |
| 33   | 3       | 4    | Danielle Carmen Villars      | Suíça              | 56.67   |                  |
| 34   | 5       | 6    | Maria Ugolkova               | Rússia             | 56.75   |                  |
| 35   | 3       | 6    | Laura Kurki                  | Finlândia          | 56.81   |                  |
| 36   | 4       | 6    | Sarah Blake Bateman          | Islândia           | 57.03   |                  |
| 36   | 5       | 3    | Theodora Giareni             | Grécia             | 57.03   |                  |
| 38   | 3       | 7    | Bethany Carson               | Irlanda            | 57.06   |                  |
| 39   | 2       | 3    | Ursa Bezan                   | Eslovênia          | 57.15   |                  |
| 40   | 5       | 7    | Ragnheidur Ragnarsdóttir     | Islândia           | 57.25   |                  |
| 41   | 4       | 8    | Anna Stylianou               | Chipre             | 57.27   |                  |
| 42   | 5       | 8    | Eva Chavez-Diaz              | Áustria            | 57.35   |                  |
| 43   | 2       | 7    | Jūratė Ščerbinskaitė         | Lituânia           | 57.59   |                  |
| 44   | 3       | 3    | Monica Johannessen           | Noruega            | 57.60   |                  |
| 45   | 2       | 1    | Gabriela Nikitina            | Letônia            | 57.61   | Recorde nacional |
| 46   | 2       | 6    | Vaiva Gimbutytė              | Lituânia           | 57.69   |                  |
| 46   | 3       | 2    | Linda Laihorinne             | Finlândia          | 57.69   |                  |
| 48   | 2       | 2    | Sara Joo                     | Hungria            | 58.06   |                  |
| 49   | 2       | 8    | Clelia Tini                  | San Marino         | 58.12   | Recorde nacional |
| 50   | 2       | 4    | Lotta Nevalainen             | Finlândia          | 58.19   |                  |
| 51   | 3       | 5    | Susann Bjørnsen              | Noruega            | 58.37   |                  |
| 52   | 2       | 5    | Katarzyna Gorniak            | Polónia            | 58.43   |                  |
| 53   | 3       | 8    | Valeriya Podlesna            | Ucrânia            | 58.44   |                  |
| 54   | 4       | 2    | Yana Parakhouskaya           | Bielorrússia       | 58.92   |                  |
| 55   | 3       | 1    | Ingibjørg Kristin Jonsdóttir | Islândia           | 59.58   |                  |
| 56   | 1       | 4    | Anastasia Bogdanovski        | Macedônia do Norte | 59.70   |                  |
| 57   | 1       | 6    | Birita Debes                 | Ilhas Feroé        | 1:00.47 |                  |
| 58   | 1       | 3    | Monica Ramirez Abella        | Andorra            | 1:01.00 |                  |
| 59   | 1       | 5    | Milica Marković              | Montenegro         | 1:01.10 |                  |
| 60   | 1       | 7    | Gudrun Mortensen             | Ilhas Feroé        | 1:01.62 |                  |
| 61   | 1       | 2    | Cecilia Eysturdal            | Ilhas Feroé        | 1:03.69 |                  |
| 62   | 8       | 3    | Lisa Vitting                 | Alemanha           | DNS     |                  |

### Semifinal
Esses foram os resultados das semifinais. 
Semifinal 1
| Pos. | Raia | Nadadora            | Nacionalidade | Tempo | Notas |
| ---- | ---- | ------------------- | ------------- | ----- | ----- |
| 1    | 4    | Sarah Sjöström      | Suécia        | 55.14 | Q     |
| 2    | 5    | Hanna-Maria Seppälä | Finlândia     | 55.40 | Q     |
| 3    | 1    | Eszter Dara         | Hungria       | 55.70 |       |
| 4    | 2    | Erika Ferraioli     | Itália        | 55.88 |       |
| 5    | 8    | Nina Rangelova      | Bulgária      | 55.92 |       |
| 6    | 6    | Katarína Filová     | Eslováquia    | 56.00 |       |
| 7    | 3    | Birgit Koschischek  | Áustria       | 56.04 |       |
| 8    | 7    | Hinkelien Schreuder | Países Baixos | 56.26 |       |

Semifinal 2
| Pos. | Raia | Nadadora                | Nacionalidade | Tempo | Notas |
| ---- | ---- | ----------------------- | ------------- | ----- | ----- |
| 1    | 5    | Daniela Schreiber       | Alemanha      | 54.53 | Q     |
| 2    | 4    | Britta Steffen          | Alemanha      | 54.71 | Q     |
| 3    | 2    | Nery-Mantey Niangkouara | Grécia        | 54.98 | Q     |
| 4    | 6    | Alice Mizzau            | Itália        | 55.07 | Q     |
| 5    | 3    | Gabriella Fagundez      | Suécia        | 55.57 | Q     |
| 6    | 8    | Miroslava Najdanovski   | Sérvia        | 55.65 | Q     |
| 7    | 7    | Burcu Dolunay           | Turquia       | 56.00 |       |
| 8    | 1    | Nastja Govejsek         | Eslovênia     | 56.05 |       |

### Final
Esse foi o resultado da final. 
| Pos.              | Raia | Nadadora                | Nacionalidade | Tempo | Notas |
| ----------------- | ---- | ----------------------- | ------------- | ----- | ----- |
| Medalha de ouro   | 2    | Sarah Sjöström          | Suécia        | 53.61 |       |
| Medalha de prata  | 5    | Britta Steffen          | Alemanha      | 54.15 |       |
| Medalha de bronze | 4    | Daniela Schreiber       | Alemanha      | 54.41 |       |
| 4                 | 6    | Alice Mizzau            | Itália        | 55.03 |       |
| 5                 | 3    | Nery-Mantey Niangkouara | Grécia        | 55.17 |       |
| 6                 | 1    | Gabriella Fagundez      | Suécia        | 55.51 |       |
| 7                 | 7    | Hanna-Maria Seppälä     | Finlândia     | 55.68 |       |
| 8                 | 8    | Miroslava Najdanovski   | Sérvia        | 56.31 |       |

Legenda
| Recorde mundial       | Recorde mundial (World record)               |                       | Recorde africano                      | Recorde africano (African) |                                           | Q | Classificado por posição (Qualified) |
| Recorde do campeonato | Recorde do campeonato (Championship record)  | Recorde da América    | Recorde da América (Americas)         | q                          | Classificado por melhor tempo (Qualified) |   |                                      |
| Melhor marca do ano   | Melhor marca do ano (World leading)          | Recorde asiático      | Recorde asiático (Asian)              | DNS                        | Não largou (Did not start)                |   |                                      |
| Recorde nacional      | Recorde nacional (National record)           | Recorde europeu       | Recorde europeu (European)            | DNF                        | Não terminou (Did not finish)             |   |                                      |
| Recorde pessoal       | Recorde pessoal do atleta (Personal best)    | Recorde da Oceania    | Recorde da Oceania (Oceania)          | DSQ / DQ                   | Desclassificado (Disqualified)            |   |                                      |
| Recorde da temporada  | Recorde da temporada do atleta (Season best) | Recorde sul-americano | Recorde sul-americano (South America) | NM                         | Sem marca (No mark)                       |   |                                      |